# 布盧明代爾 (密歇根州)
布盧明代爾（英語：Bloomingdale）是位於美國密歇根州范布倫縣布盧明代爾鎮區的一個村。

## 人口
根據2020年美國人口普查的數據，布盧明代爾的面積為3.01平方千米，當中陸地面積為2.94平方千米，而水域面積為0.07平方千米。當地共有人口513人，而人口密度為每平方千米170人。